# Helius (Helius) bicolor
Helius (Helius) bicolor is een tweevleugelige uit de familie steltmuggen (Limoniidae). De soort komt voor in het Oriëntaals gebied.